# Steve Douglas
Steve Douglas (* 24. September 1938 in Hollywood, Kalifornien; † 19. April 1993 in Los Angeles; eigentlich Steven Douglas Kreisman) war ein US-amerikanischer Rock-Saxophonist.

## Biographie
Douglas entschied sich Anfang der 50er Jahre Tenorsaxophon zu lernen, nachdem er Pachuco Hop von Chuck Higgins gehört hatte. Nach einer kurzen Zeit in der Marine begann er in der Begleitband von Duane Eddy zu spielen. Ein Jahr später gründete Douglas dann eine eigene Band, in der Phil Spector sang und Gitarre spielte.
Als Spector in den 60er Jahren nach New York City zog um Produzent zu werden, engagierte er Douglas, damit dieser auf einigen Aufnahmen der Crystals und der Ronettes spielte. Douglas kehrte später nach L.A. zurück, spielte jedoch auch später noch für Spector auf diversen Aufnahmen. Zusätzlich zu Tenorsaxophon, erlernte Douglas Baritonsaxophon, Querflöte und Perkussion.
Als Spector 1966 weniger zu produzieren begann als zuvor, erhielt Douglas Anrufe verschiedener Bands von der Westküste. So ist Douglas auf Alben der Beach Boys zu hören und spielte auf den größten Hits von Jan & Dean. Auch begleitete er die Ventures auf Walk - Don't Run und die Routers auf Let's Go (Pony). Zwei Jahre lang arbeitete er außerdem als Labelmanager in der Singles-Abteilung für Capitol Records, wo er unter anderem Bobby Darin produzierte.
Aufgrund gesundheitlicher Probleme konnte Douglas Anfang der 70er Jahre nicht ganz so viele Jobs annehmen. Er begann nun auch Solo-Alben zu veröffentlichen. Eines von ihnen, The Music of Cheops, nahm er innerhalb der Königskammer in der Cheops-Pyramide auf. Ansonsten spielte Douglas in den siebziger und achtziger Jahren auf Produktionen von Bob Dylan, Ry Cooder, den Ramones, Mink DeVille und Mickey Hart.
Am 19. April 1993 starb Steve Douglas an Asystolie, als er sich auf eine Session für Ry Cooder vorbereitete. Postum wurde er 2003 in der Kategorie „Sidemen“ in die Rock and Roll Hall of Fame aufgenommen. J.J. Cale widmete auf seiner LP Closer to You von 1994 das Stück Steve's Song dem verstorbenen Saxophonisten.

## Alben-Diskographie

### Solo
- Twist with Steve Douglas and the Rebels (1962; Crown)
- Popeye - Twist - Stomp (1962; Crown), mit The Rebel Rousers
- Reflections in a Golden Horn (1969; Mercury)
- The Music of Cheops (1976; Cheops)
- Rainbow Suite (1981; Bel Tree)
- Hot Sax (1982; Fantasy)
- King Cobra (1984; Fantasy)
- Beyond Broadway (1992; EssDee)

### Als Session-Musiker (Auswahl)
- Duane Eddy: Have 'Twangy' Guitar, Will Travel (1958)
- Phil Spector: A Christmas Gift for You from Phil Spector (1963)
- Jan and Dean: Surf City and Other Swingin' Cities (1963)
- The Beach Boys: Pet Sounds (1966)
- Bob Dylan: Dylan (1973)
- Kinky Friedman: Kinky Friedman (1974)
- David Cassidy: The Higher They Climb, the Harder They Fall (1975)
- Keith Moon: Two Sides of the Moon (1975)
- The Beach Boys: 15 Big Ones (1976)
- David Cassidy: Home Is Where the Heart Is... (1976)
- Dion: Streetheart (1976)
- Leon & Mary Russell: Wedding Album (1976)
- The Tubes: Young & Rich (1976)
- Bette Midler: Broken Blossom (1977)
- Mink DeVille: Cabretta (1977)
- Leonard Cohen: Death of a Ladies’ Man (1977)
- Michelle Phillips: Victim of Romance (1977)
- Mink DeVille: Return to Magenta (1978)
- Bob Dylan: Street Legal (1978)
- Bob Dylan: At Budokan (1978)
- Sammy Hagar: Street Machine (1979)
- Mink DeVille: Le Chat Bleu (1980)
- Ramones: End of the Century (1980)
- Moon Martin: Street Fever (1980)
- Bob Dylan: Shot of Love (1981)
- Albert King: San Francisco '83 (1983)
- Albert King: I'm in a Phone Booth, Baby (1984)
- Steve Perry: Street Talk (1984)
- Ry Cooder: Alamo Bay (1985)
- Bob Dylan: Knocked Out Loaded (1986)
- Ry Cooder: Get Rhythm (1987)
- The Replacements: Pleased to Meet Me (1987)

## Einflüsse
- Chuck Higgins
- Big Jay McNeely
- Sam "The Man" Taylor
- Joe Houston